# اردوگاه مارکا
اردوگاه پناهندگان مارکا (انگلیسی: Marka refugee camp) یکی از شش اردوگاه «اضطراری» است که در سال ۱۹۶۸ ساخته شده است، از سال ۱۹۶۷ در نتیجه جنگ شش روزه اعراب و اسرائیل قریب به ۱۵۰۰۰ پناهنده فلسطینی و آوارگان از کرانه باختری رود اردن و نوار غزه خارج شده و در این محل پناه داده شدند. موقعیت این اردوگاه در حدود ۱۰ کیلومتری شمال شرقی مرکز شهر در منطقه مارکای امان قرار دارد که به زبان محلی به آن حطین یا Schneller می‌گویند.

## وضعیت اردوگاه
در این اردوگاه ۴۴٫۸۷۹ پناهنده توسط آژانس امداد و اقدام سازمان ملل متحد برای آوارگان فلسطینی در خاور نزدیک UNRWA ثبت شده‌اند و بیش از ۱۷٬۵۰۰ آواره در آن جابجا شده‌اند.

## تاریخچه
در ابتدا، برای اردوگاه پناهندگان چادرهایی بر روی زمین بنا شد، مساحت این اردوگاه حدود ۹۱۷۰۰۰ مترمربع است. بین سالهای ۱۹۶۹ و ۱۹۷۱ طرح جدیدی برای آوردن چادرهای قوی تر برای زمستان‌های سرد و ساخت ۴٬۰۰۰ پناهگاه پیش ساخته توسط آژانس امداد و اقدام سازمان ملل متحد برای آوارگان فلسطینی در خاور نزدیک UNRWA به اجرا درآمد که بودجه ساخت و ساز آن از جمهوری فدرال آلمان، دولت ایتالیا، بانک توسعه اردن و کمک‌های اضطراری خاور نزدیک تأمین شد. بسیاری از ساکنان اردوگاه در طول سال‌ها، پناهگاه‌های بتونی خود را مقاوم تر کرده‌اند.

## خدمات عمومی
در اردوگاه دو مدرسه متوسطه و یک مرکز بهداشتی (MAP UK) که توسط دولت اردن اداره می‌شود به فلسطینی‌ها خدمات پزشکی ارائه می‌کند. یک کمیته محلی، یک مرکز خیاطی و یک مرکز کامپیوتری در اردوگاه وجود دارد. سایر آموزشها و خدمات بهداشتی و اجتماعی توسط آژانس امداد و اقدام سازمان ملل متحد برای آوارگان فلسطینی در خاور نزدیک UNRWA ارائه می‌شود که ۴۱۸ پرسنل سازمان ملل، ۱۰ مدرسه را با ۴۹۹۲ دانش آموز و دو مرکز بهداشتی را با بیلان ویزیت ۱۰۱۲ بیمار در روز اداره می‌کنند. بیش از ۶۰۰ خانواده از طریق یک برنامه سخت‌افزاری با انجام امورات بهداشتی اردوگاه کمکهای نقدی اضافی توسط UNRWA دریافت می‌کنند. همچنین یک اداره برنامه زنان که توسط زنان محلی و یک مرکز توانبخشی اجتماعی که از طرف UNRWA حمایت می‌شود مراقبتهای روزمره را تأمین می‌کنند.